# 36e cérémonie des Imagen Awards
La 36e cérémonie des Imagen Awards a eu lieu le 10 octobre 2021 à Los Angeles, et a récompensé les films réalisés dans l'année.
Les nominations ont été annoncées le 2 août 2021.

## Palmarès
Les lauréats seront indiqués ci-dessous dans chaque catégorie en caractères gras.

### Meilleur film
★  Je ne suis plus là (Ya No Estoy Aquí - I’m No Longer Here)

### Meilleur acteur dans un long métrage
- Pedro Pascal pour le rôle de Maxwell « Max » Lord dans Wonder Woman 1984